# Villa Tichelwerk
Villa Tichelwerk is een villa aan de M.A. de Ruyterstraat nr. 1 in Hengelo rond 1900 gebouwd  als woonhuis van de fabrikantenfamilie Stork. Het ontwerp is van Jacob van der Goot. De villa is gebouwd in de chaletstijl. Het park rond de villa, aangelegd door Dirk Wattez, is niet meer in oorspronkelijke staat.  Het gebouw is lang in gebruik geweest als onderwijsinstituut Hogeschool Edith Stein, tot een verhuizing na fusie met onderwijsinstelling Saxion. Villa Tichelwerk is een rijksmonument.

## Geschiedenis
Engelbert Stork (1828-1893), directeur van de Stork textielfabrieken, kocht in 1880 een gedeelte van de daar voorheen gevestigde steenbakkerijen. Het terrein werd Tichelwerk genoemd, naar de tichel die er gebakken werd. Het huis op die plek was het buitenhuis van Engelbert.
Na zijn overlijden ging zoon Willem er wonen, maar hij liet al snel een nieuw huis bouwen:  Villa Tichelwerk. Jacob van der Goot (1859-1933) was de architect.  Het oude huis Tiggelwerk werd afgebroken.
In september 1900 betrokken Willem en zijn vrouw Sara Stork-Smit de nieuwe villa. Zij hadden zes kinderen.
Het was een modern huis met elektriciteit, centrale stoomverwarming; ook met fraai tegelwerk, terrazzo vloeren en gebrandschilderde ramen. Onder leiding van tuin- en landschapsarchitect Dirk Wattez (1833-1906) veranderde het terrein van circa 14 hectare in een landgoed met bos, moestuinen, broeikassen, boomgaarden en een hertenkamp. Er waren al twee vijvers, ontstaan door klei- afgravingen.
Ook werden een tuinmanshuis, een koetshuis en een theekoepel gebouwd.
Toen de kinderen uit huis waren, vertrokken Willem en Sara in 1923 naar Villa Vita Nova in Delden.

### Indeling
Op de begane grond waren de keuken met bijkeuken, provisiekamer, toilet, een garage  en vier stijlkamers: de studeerkamer van Willem, een kamer voor Sara, een eetkamer en een herenkamer. Onder een deel van deze vertrekken was een kelder.
In de eclectische stijl zijn jugendstil, neobarok, neorococo, 17e-eeuwse, neogotische en neoclassicistische  kenmerken te vinden; in  de veranda’s  de chaletstijl; de landschapstuin was in Engeland populair .  
Op de eerste verdieping bevonden zich  zeven slaapkamers, waaronder de ouderlijke slaapkamer, een kinderkamer en een kleine kamer voor het kindermeisje.  Bovendien waren er een badkamer en een toilet. 
Op de tweede verdieping een zolder en nog vier slaapkamers, waarvan een voor het personeel. Op die verdieping schilderde Sara Stork-Smit in een kamer met ramen op het noorden.

### Pension 1923-1955
Begin jaren twintig was Willem Stork vanwege de economische crisis genoodzaakt het landgoed en de villa te verkopen. Toen dat niet lukte, liet hij om financiële redenen veel bomen kappen. Bovendien verhuurde hij de tuinmanswoning. De villa was vanaf ongeveer 1925 pension. De grond rond de villa werd in gedeeltes verkocht, er kwamen woningen, moestuinen en een Apostolische kerk.
Wat van het landgoed over was, werd in 1939 gekocht door de Maatschappij Het Tichelwerk. Aan het eind van de oorlog vorderden de Duitsers de villa.

### Fraterhuis en pension 1955-1995
In 1955 werden villa, vijver en 2,7 hectare grond gekocht door de Sint Gregoriusstichting in Utrecht.  Villa Tichelwerk werd  Fraterhuis St. Marchelm. De fraters die er woonden, gaven les aan de Rooms Katholieke Kweekschool, destijds aan de B.P. Hofstedestraat. In 1965 verhuisde de school, toen Monseigneur Hoogveld Kweekschool geheten, naar een nieuw gebouw aan de M.A. de Ruyterstraat. Villa Tichelwerk verdween daardoor vanaf de straat uit zicht. De fraters vonden dat geen bezwaar, getuige een opmerking van een frater: " Mocht het huis nog jaren zo verveloos blijven als het nu is, dan is deze opstelling geen bezwaar."  Kinderen zullen het wel bezwaarlijk gevonden hebben dat spelen op het terrein niet meer mogelijk was, noch schaatsen op de nog overgebleven vijver, want die werd gedicht. Ook voor het paasvuur was geen plaats meer. 
In 1994 kocht de Stichting Katholieke Opleidingen voor Onderwijsgevenden aan Noord- en Oost-Nederland (KOONON) voor 215.000 gulden de villa.

### Restauratie
In de jaren 90 werd de villa gerestaureerd. Binnen- en buitenkant werden zo veel mogelijk intact gehouden, maar  de functie veranderde. De kamers, keuken, badkamer en provisiekast werden werkruimte voor de docenten van de Mgr. Hoogveld Kweekschool. De herenkamer en de eetkamer waren voortaan vergaderruimtes. Het was dan wel een kantoor geworden met in alle werkkamers vaste telefoon en later ook internet, het interieur is zo veel mogelijk bewaard gebleven, zoals inbouwkasten, cassetteplafonds, haarden, lambrisering, spiegels, glas-in-loodramen. Het gebouw werd zo veel mogelijk in oorspronkelijke kleuren hersteld. Zo bleek  na veel afkrabben de buitenkant okergeel, met ossenbloedkleurig houtwerk. Binnen werd eikenhout soms beschilderd met imitatie-wengé, dat een meer chique uitstraling heeft dan eiken.
Men vond het een fijne werkplek, al was het er volgens een van de docenten 's zomers vaak te warm en 's winters te koud.
De kosten van de restauratie, geraamd op  476.868,- gulden exclusief BTW, bedroegen uiteindelijk 1.300.000,- gulden.
Van 1996 - 2013 was Villa Het Tichelwerk de werkplek van de docenten van de, inmiddels weer van naam veranderde, lerarenopleiding basisonderwijs Edith Stein. In 2012 fuseerde Hogeschool Edith Stein met Saxion, school voor hoger beroepsonderwijs. In 2013 verhuisden de docenten naar het gebouw van de hogeschool.
In 2018 is Villa Tichelwerk verkocht.
Niet alleen de villa, maar ook de naam van "de wijk Tichelwerk" herinnert nog aan de vroegere steenbakkerijen.